# Anton Alexander von Auersperg
Anton Alexander von Auersperg, ps. „Anastasius Grün” (ur. 11 kwietnia 1806 w Lublanie, zm. 12 września 1876 w Grazu) – austriacki poeta, polityk i tłumacz.

## Życiorys
Studiował na Terezjańskiej Akademii Wojskowej. Relegowany z niej za niesubordynację, następnie studiował prawo na uniwersytetach w Wiedniu i Grazu. 
Był politykiem liberalnym. Jako przeciwnik rządów Klemensa von Metternicha był inwigilowany przez służby państwowe. Sam Metternich opowiadał się za zmuszeniem go do emigracji. W 1848 roku został wybrany na deputowanego Zgromadzenia Narodowego Związku Niemieckiego we Frankfurcie nad Menem. W 1861 roku został członkiem austriackiej Izby Panów. Zasiadał także w sejmie krajowym Księstwa Krainy, gdzie sprzeciwiał się wprowadzeniu języka słoweńskiego do szkolnictwa.
Jako poeta był uczniem France Prešerena. Przyjaźnił się z pisarzem Nikolausem Lenauem. Wpływ na jego twórczość miał również Ludwig Uhland. Tłumaczył na język niemiecki słoweńską poezję ludową.
W 1864 roku został honorowym obywatelem Wiednia, a rok później doktorem honoris causa Uniwersytetu Wiedeńskiego. W 1871 roku został członkiem honorowym Austriackiej Akademii Nauk.

## Wybrane dzieła
(opracowano na podstawie materiału źródłowego)
- Blätter der Liebe (1830)
- Der letzte Ritter (1830)
- Spaziergänge eines Wiener Poeten (1831)
- Die Nibelungen in Frack (1843)
- Der Pfaff vom Kahlenberg (1850)
- Volkslieder aus Krain (1850)